# Keye van der Vuurst de Vries
Keye van der Vuurst de Vries (Rijswijk, 29 dicembre 2001) è un cestista olandese.

## Carriera
Con i Paesi Bassi ha disputato i Campionati europei del 2022.

## Palmarès

### Squadra
- Campionato belga: 5

Ostenda: 2018-19, 2019-20, 2020-21, 2021-22, 2022-23
- Coppa del Belgio: 1

Ostenda: 2021
- Supercoppa BNXT: 2

Ostenda: 2021, 2022

### Individuali
- Pro Basketball League MVP finali: 1

Ostenda: 2021-22